# Cantone di Ginestas
Il Cantone di Ginestas era una divisione amministrativa dell'arrondissement di Narbona.
A seguito della riforma approvata con decreto del 21 febbraio 2014, che ha avuto attuazione dopo le elezioni dipartimentali del 2015, è stato soppresso.

## Composizione
Comprendeva i comuni di:
- Argeliers
- Bize-Minervois
- Ginestas
- Mailhac
- Mirepeisset
- Ouveillan
- Paraza
- Pouzols-Minervois
- Roubia
- Saint-Marcel-sur-Aude
- Saint-Nazaire-d'Aude
- Sainte-Valière
- Sallèles-d'Aude
- Ventenac-en-Minervois